# Burgstall Stumpfbühl
Der Burgstall Stumpfbühl, zuweilen auch nur Burgstumpf genannt, ist der Überrest einer ehemaligen Höhenburg auf dem Falken südöstlich von Ittelsburg im Landkreis Unterallgäu in Bayern. Von der Burg sind lediglich Gräben erhalten.

## Geographische Lage

Übersichtskarte der Burgställe bei Ittelsburg

Die Burg lag auf einer Erhebung südöstlich von Ittelsburg, umgeben von einem 60 Meter langen sichelförmigen Halsgraben. Der Turmkegel war in südlicher Richtung durch einen Graben geschützt.

## Geschichte
Die Burg wurde wohl im 15. Jahrhundert gebaut, während Diepold oder Hans Zwicker Dorfherr von Ittelsburg war. Im Jahr 1442 wurde als Besitzer Veit von Eisenburg genannt, der wohl in Besitz der Burg kam, weil die Eisenburg mit den Rothensteiner verschwägert waren. Veit von Eisenburg geriet im Jahre 1442 mit dem Ritter Hans von Stadion aus Ulm in Fehde. Die Ursache lag wohl darin, das Veit von Eisenburg vom Straßenraub nahe der Post- und Handelsstraße Ulm–Kempten lebte. Hans von Stadion zog daraufhin mit „1000 Mann zuo Ros und Fuoss“ gegen die Ittelsburg und lagerte dort vier Tage. Veit gelang es nach vier Tagen, in der Nacht zu fliehen. Die verbliebenen Verteidiger ergaben sich, die Burg wurde eingenommen und niedergebrannt. Der Burgstumpf steht heute unter Denkmalschutz.

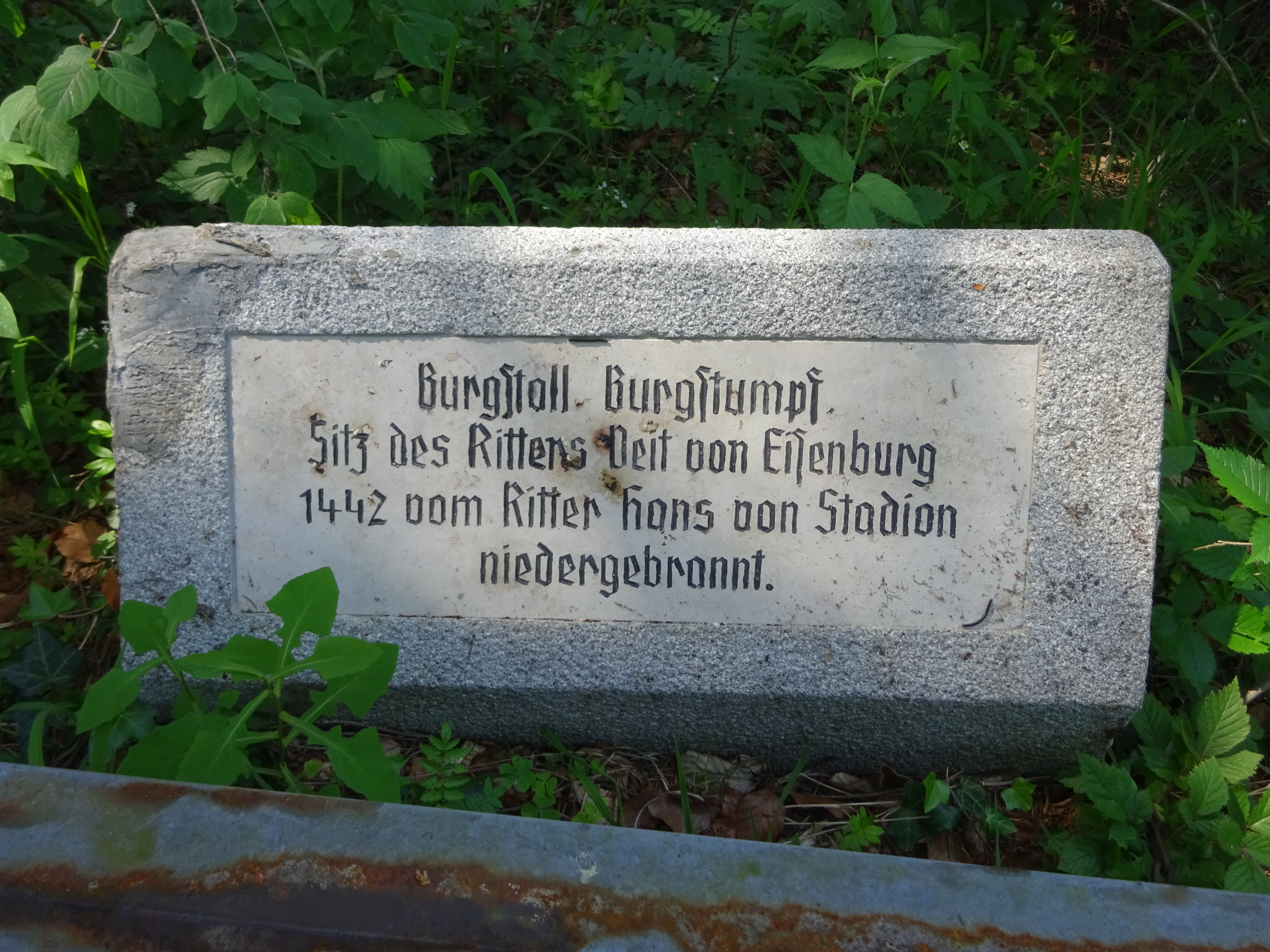
Gedenkstein mit Inschrift „Burgstall Burgstumpf, Sitz des Ritters Veit von Eisenburg 1442 vom Ritter Hans von Stadion niedergebrannt.“
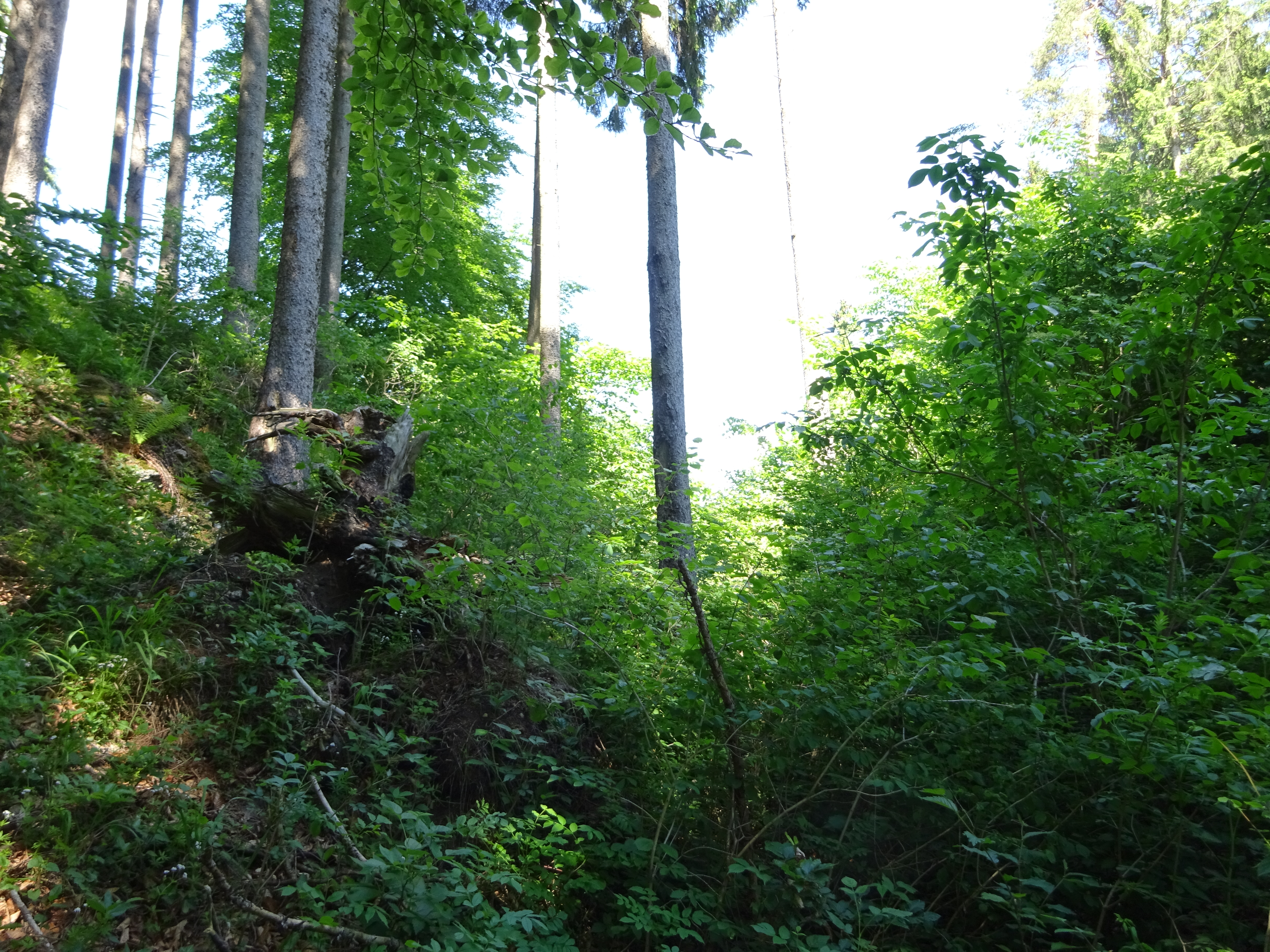
Halsgraben, welcher den Burgstall abtrennt